# شاون ويس
شاون ويس (بالإنجليزية: Shaun Weiss) هو ممثل أمريكي، ولد في 27 أغسطس 1978 في الولايات المتحدة.

## وصلات خارجية
- شاون ويس على موقع IMDb (الإنجليزية)
- شاون ويس على موقع ألو سيني (الفرنسية)
- شاون ويس على موقع أول موفي (الإنجليزية)
- شاون ويس على موقع قاعدة بيانات الفيلم (الإنجليزية)